# Keith Fullerton Whitman
Pour les articles homonymes, voir Hrvatski et Anonymous.
Keith Fullerton Whitman est un DJ et compositeur américain de musique électronique et expérimentale.

## Biographie
Whitman étudie l'informatique musicale au Berklee College of Music, où il est exposé à la composition et à la synthèse de la musique électronique contemporaine,.. Whitman explique qu'avant cela, il a d'abord été attiré par la musique en écoutant la radio dans la banlieue de New York dans les années 1980. Sous son pseudonyme ASCII, il publie de la musique distribuée avec un journal académique.
Fullerton Whitman commence à enregistrer sous son propre nom en 2001. Son frère, Brian Alexander Whitman, ancien scientifique du MIT et cofondateur de The Echo Nest, est également un musicien électronique et un artiste sonore qui se produit sous le nom de Blitter.
En 2013, Whitman publie Greatest Hits sur SoundCloud : un projet audio de 12 heures élaboré à partir de samples de chansons pop de sa jeunesse. Les samples sont coupés, ralentissent à mi-vitesse et passent ensuite par la série de boîtes et de générateurs propres à Whitman pour créer une « amélioration automatique » du morceau original.
Pour Radio France, le travail de Keith Fullerton Whitman depuis les années 2000 « a porté principalement sur la création et la délimitation du contrôle des systèmes algorithmiques et génératifs. » En début 2024, il sort son nouvel album, Presque là, en auto-produit.

## Discographie

### Sous Hrvatski
- 1999 : Okapi Tracks (MP3.com)
- 1999 : Oiseaux 96-98 (Reckankreuzungsklankewerkzeuge)
- 2002 : Swarm and Dither (Planet Mu)
- 2002 : Untitled (Planet Mu)
- 2005 : Irrevocably Overdriven Break Freakout Megamix (Entschuldigen)

### Sous Keith Fullerton Whitman
- 2001 : 21:30 for Acoustic Guitar..., CD (Apartment B)
- 2002 : Playthroughs, CD (Kranky)
- 2003 : Dartmouth Street Underpass, CD (Locust Music)
- 2004 : Antithesis, LP (Kranky)
- 2004 : Schöner Flußengel, LP (Kranky)
- 2005 : Multiples, CD (Kranky)
- 2005 : Twenty Two Minutes for Electric Guitar, CD (Entschuldigen)
- 2005 : Yearlong, CD (avec Greg Davis) (Carpark)
- 2006 : Lisbon, CD (live du 4 octobre 2005 à Lisbonne) (Kranky)
- 2009 : Taking Away, cass. (Digitalis Ltd.)
- 2009 : Dream House Variations, quadruple cassette (Arbor)
- 2010 : Disingenuity B/W Disingenuousness, LP (Pan)
- 2011 : Generator, cass. (Root Strata)
- 2012 : Generators, LP (Editions Mego)
- 2012 : Occlusions, LP (Editions Mego)
- 2013 : Live Occlusions (1), cass, (Protracted View)
- 2013 : Live Occlusions (2), cass, (Protracted View)
- 2024 : Presque là (auto-produit)

### Apparitions
- 2006 : 20041203.Wfmu sur la compilation Brainwaves